# Dryadella litoralis
Dryadella litoralis är en orkidéart som beskrevs av Marcos Antonio Campacci. Dryadella litoralis ingår i släktet Dryadella och familjen orkidéer. Inga underarter finns listade i Catalogue of Life.